# Mari Gingery
Mari Gingery est une grimpeuse américaine. Elle a grimpé dans la plupart des régions de l'ouest des États-Unis, notamment à Joshua Tree, The Needles et Yosemite. 
Entre 1979 et 1983, Gingery grimpe avec Lynn Hill tous les week-ends au Yosemite, réalisant l'ascension de The Nose puis la première ascension du Shield  sur El Capitan, réservée aux femmes, pendant six jours.